# Kubang Gajah
Kubang Gajah is een bestuurslaag in het regentschap Nagan Raya van de provincie Atjeh, Indonesië. Kubang Gajah telt 830 inwoners (volkstelling 2010).